# Shahīd Dastgheyb
Shahīd Dastgheyb (persiska: شهید دستغیب) är en ort i Iran.   Den ligger i provinsen Khuzestan, i den västra delen av landet, 500 km sydväst om huvudstaden Teheran. Shahīd Dastgheyb ligger 62 meter över havet och antalet invånare är 467.
Terrängen runt Shahīd Dastgheyb är platt. Runt Shahīd Dastgheyb är det ganska tätbefolkat, med 144 invånare per kvadratkilometer. Närmaste större samhälle är Susa, 11,0 km norr om Shahīd Dastgheyb. Trakten runt Shahīd Dastgheyb består till största delen av jordbruksmark.